# Comitê Consultivo e de Negociação Política Federal
O Comitê Consultivo e de Negociação Política Federal (birmanês:  ပြည်ထောင်စုနိုင်ငံရေးဆွေးနွေးညှိနှိုင်းရေးကော်မတီ, em inglês:  Federal Political Negotiation and Consultative Committee, abreviado FPNCC) é uma aliança e coalizão de sete organizações armadas étnicas em Mianmar que buscam negociar com o governo central. Quatro membros do Comitê – o Exército de Arakan, o Exército pela Independência Kachin, o Exército da Aliança Democrática Nacional de Mianmar e o Exército de Libertação Nacional Ta'ang – também são membros da Aliança do Norte.. O Comitê é o maior órgão negociador das organizações armadas étnicas no país. O governo chinês envolve-se formalmente com o Comitê Consultivo e de Negociação Política Federal, que também é reconhecido pelo governo chinês como um órgão de negociação das organizações armadas étnicas com o governo central birmanês.
O Comitê foi criado em 19 de abril de 2017, em Pangkham, quartel-general do Exército Unido do Estado de Wa. Foi formado em resposta ao fracasso do Conselho Federal das Nacionalidades Unidas em gerar confiança entre as organizações armadas étnicas membros, quatro dos quais (Exército pela Independência Kachin, Partido do Progresso do Estado de Shan, Exército da Aliança Democrática Nacional de Mianmar e Exército de Arakan) romperam com o conselho. Os sete membros fundadores eram todos não signatários do Acordo Nacional de Cessar-Fogo.
Em Março de 2023, na sequência do golpe de Estado de 2021 e da guerra civil em curso em Mianmar, o Comitê Consultivo e de Negociação Política Federal apelou oficialmente à China para ajudar a neutralizar a crise interna em Mianmar.

## Membros
Em março de 2023, os membros do Comitê Consultivo e de Negociação Política Federal incluíam:
| Member                                                                        | Armed wing                                          |
| ----------------------------------------------------------------------------- | --------------------------------------------------- |
| Partido Unido do Estado Wa                                                    | Exército Unido do Estado Wa                         |
| Organização pela Independência Kachin                                         | Exército pela Independência Kachin                  |
| Partido Nacional da Verdade e Justiça de Mianmar                              | Exército da Aliança Democrática Nacional de Myanmar |
| Frente de Libertação do Estado de Palaung                                     | Exército de Libertação Nacional Ta'ang              |
| Comitê de Paz e Solidariedade da Região Especial 4 do Leste do Estado de Shan | Exército Nacional da Aliança Democrática            |
| Partido do Progresso do Estado de Shan                                        | Exército do Estado de Shan - Norte                  |
| Liga Unida do Arakan                                                          | Exército de Arakan                                  |

Alguns membros do comitê também estão em alianças entre si. Exército da Aliança Democrática Nacional de Mianmar, Exército de Arakan e Exército de Libertação Nacional Ta'ang constituem a Aliança das Três Irmandades e os três combinados com a Exército pela Independência Kachin constituem a Aliança do Norte.